# Aeroportul Kadapa
Aeroportul Kadapa (IATA: CDP, ICAO: VOCP) este un aeroport din Andhra Pradesh, India ce deservește zona Kadapa⁠(d). Aeroportul a fost tranzitat în decembrie 2022 de 6.166 de pasageri.
Situat la o altitudine de 131 m, aeroportul dispune de o singură pistă. Este operat de Airports Authority of India⁠(d).